# 辛部
辛部（）は、漢字を部首により分類したグループの一つ。
康熙字典214部首では160番目に置かれる（7画の14番目、酉集の14番目）。

## 概要
辛部には「辛」を構成要素とする漢字が収められている。

「辛」字は五味の一つである辛味を意味し、引伸して悲痛や苦痛の意も表す。また仮借により十干の第8位として使われ、十二支と組み合わせて干支の一部を構成している。
「辛」字について『説文解字』は「一」と罪の意を表す「䇂」の会意文字とするが、甲骨文字では「辛」と「䇂」は異なる形をしており関連性はない。また「辛」を刑罰や入墨に用いる道具を象る文字とする説があるが、これは誤説で、実際には「辛」は刑罰や罪とは関係がない。
「辛」字は偏旁の意符として使われることはあまりないが、比較的遅い時代に作られた字では「辣」のように辛味に関することを示すことがある。
楷書で「辛」を含む文字の中には「䇂」に由来するものもある。「䇂」は玉石を象ったもので、そのため「辨」（「班」と同様に、もと玉を切り分けることを意味した）や「辟」（「璧」）に含まれる。
さらに「辞（辭）」の旁は、「辛」とも「䇂」とも異なり、「𬔖」という文字に由来する。

## 字体のデザイン差
印刷書体（明朝体）において『康熙字典』は1画目を短い縦棒とする字形を採用しており、日本も新字体・表外漢字を問わず、これを採用している。
一方、中国の新字形・台湾の国字標準字体・香港の常用字字形表は1画目を点画とする字形を標準字体に採用している。
| 康熙字典 日本・韓国 | 台湾・香港・中国 |
| ------------------- | ---------------- |
| 辛                  | 辛               |

## 部首の通称
- 日本：からい、しん[5]
- 韓国：매울신부（maeul sin bu、からい辛部）
- 英米：Radical bitter

## 部首字
辛
- 中古音
  - 広韻 - 息隣切、真韻、平声
  - 詩韻 - 真韻、平声
  - 三十六字母 - 心母
- 現代音
  - 普通話 - ピンイン：xīn 注音：ㄒㄧㄣ ウェード式：hsin1
  - 広東語 - Jyutping:san1 イェール式:san1
- 日本語 - 音：シン（漢音・呉音） 訓：からい・つらい
- 越南語 - tân
- 朝鮮語 - 音：신(sin) 訓：매울（maeul、からい）・매울（maeul、からい）・여덟째 천간（yeodeoljjae cheongan、8番目の天干）

## 例字
- 辛・𨐋
- 1:𨐌、5:辜、6:辟、7:辣、8:䢃、9:辨、12:辭（辞6）、13:䢄、14:辯
- 9:𨐤、13:𨐼、17:𨑀、22:𨑁

### 最大画数
23:𨑂

### 部首の例外
- 辫→糸部、瓣→瓜部